# Pamela Molina

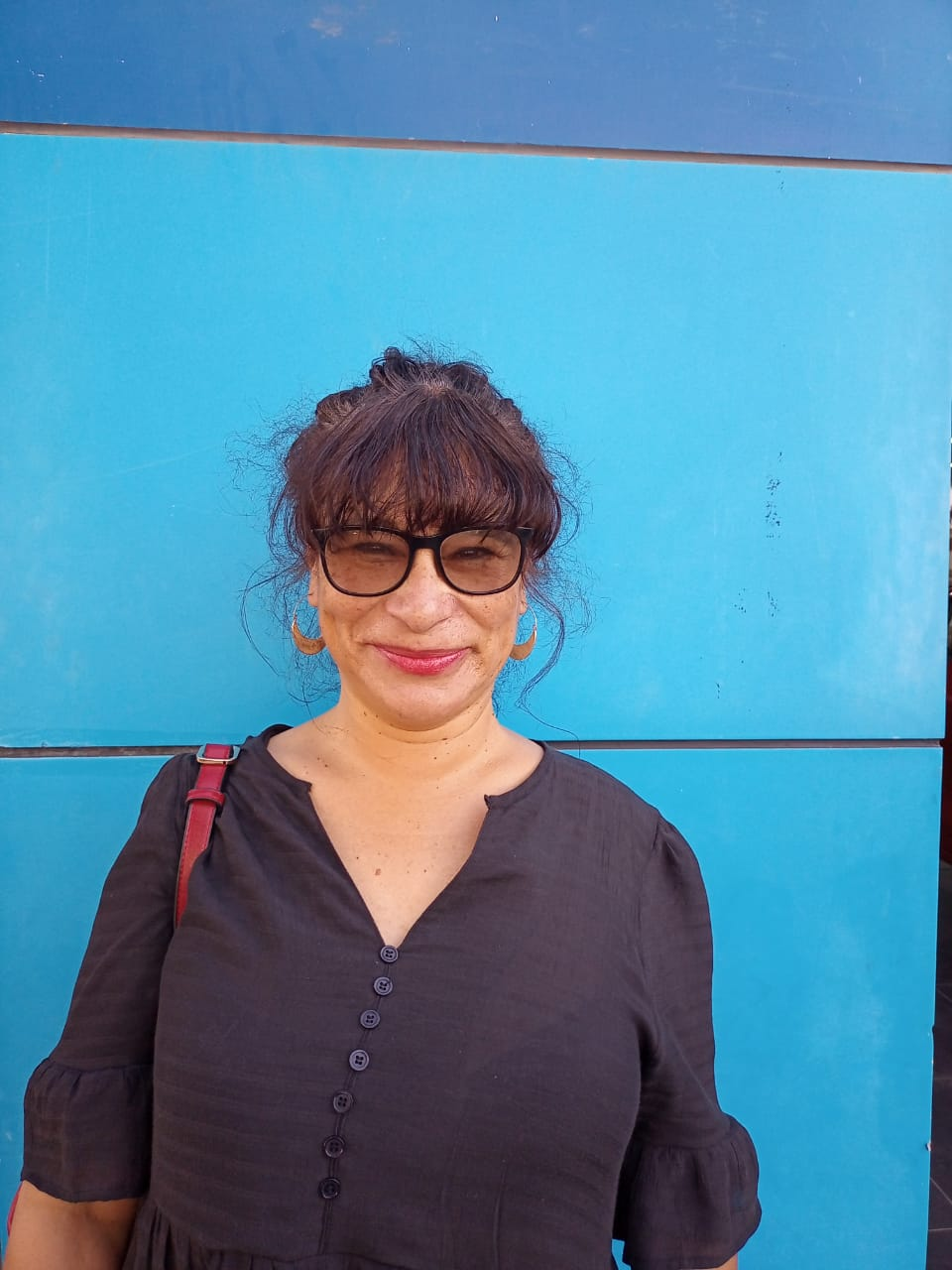
Pamela Molina 2021

Pamela Molina, auch Pamela Molina Toledo (geboren am 25. April 1965 in Valparaíso) ist eine chilenische Aktivistin für die Rechte gehörloser und hörgeschädigter Menschen und seit 2020 die Geschäftsführerin des Weltverbandes der Gehörlosen. Sie war die erste Person aus dem globalen Süden, die diese Rolle übernahm.

## Leben
Pamela Molina studierte Literatur und Kulturjournalismus an der Universität von Chile. Sie verlor ihr Gehör im Laufe ihres Lebens. Sie wanderte von Chile in die USA aus. Dort erhielt sie einen Master an der University of Illinois in Behindertenpädagogik und menschlicher Entwicklung. Pamela Molina war vor ihrer Ernennung zur Geschäftsführerin des Weltverbandes der Gehörlosen als Spezialistin zum Thema Behinderung in der Organization of American States tätig. 2014 stand sie auf der Shortlist als Sonderberichterstatter der Vereinten Nationen für die Rechte von Menschen mit Behinderungen – der Posten wurde zu diesem Zeitpunkt das erste Mal vergeben und Catalina Devandas Aguilar wurde letztendlich ernannt. Sie war als Vertreterin des globalen Südens an der Erstellung der UN-Behindertenrechtskonvention beteiligt.

## Veröffentlichungen (Auswahl)
- The United Nations ... "The South also exists". In Maya Sabatello und Marianne Schulze: Human Rights and Disability advocacy. University of Pennsylvania Press, Philadelphia 2014, ISBN 978-0-8122-4547-9
- Inclusive Education for Deaf Persons in McOndo. In Patricia Brogna: Voces de la Alternidad. Universidad Nacional Autonóma de México, Mexico City 2016, ISBN 978-607-02-8121-1
- Education for All: a Challenge to the System. In Abraham Magendzo: Looks and Messages in Education in Human Rights. Santiago de Chile 2004.